# Antolovec
Antolovec es una localidad de Croacia situada en el municipio de Legrad, en el condado de Koprivnica-Križevci. Según el censo de 2021, tiene una población de 52 habitantes.

## Demografía
| Gráfica de población de Antolovec 1857-2011                         |
|                                                                     |
| Según los censos de población de la Oficina de Estadísticas Croata. |